# Powstanie Fedorowicza
Powstanie Fedorowicza (inaczej „Powstanie wypiszczyków” od „wypisanych z rejestru”) – zbrojne wystąpienie Kozaków i chłopów pod wodzą hetmana Tarasa Fedorowicza przeciw Rzeczypospolitej w 1630.

## Przyczyny powstania
Po przyjęciu w 1625 ordynacji kurukowskiej ograniczającej liczbę Kozaków rejestrowych do liczby 6000 ludzi, poza rejestrem pozostała wielka liczba Kozaków nierejestrowych, których status prawny nie był jasno określony, a których tendencja polityczna dążyła do zrównania z chłopami. Powstawały więc napięcia pomiędzy Kozakami rejestrowymi (którzy zdołali wywalczyć sobie szereg przywilejów od Rzeczypospolitej) a pozostałymi.
Kolejnym problemem był konflikt religijny pomiędzy wyznawcami kościoła unickiego podległymi formalnie papieżowi, będącymi utożsamianymi z Polakami, a wyznawcami prawosławia niezależnymi od papiestwa. Konflikt był podsycany przez popów prawosławnych. Koniecpolski pisał: „Napłynęły do nich (Kozaków) listy od niektórych osób, tak duchownych, jak i świeckich religii greckiej, w których powiadali, że ich wiarę znoszą Polacy, cerkwie niszczą, prosząc, aby się przy wierze swojej pozostali. Namowy te rozdrażniły czerń i całą Ukrainę poruszyły tak, że nikt z tamtejszych obywateli (tj. szlachty) nie był bezpieczny w swoim domu”.
Bardzo bolesnym problemem, który mógł doprowadzić do wojny Rzeczypospolitej z Turcją, były samowolne wyprawy łupieżcze Kozaków (formalnie podległych królowi polskiemu) na ziemie sułtana. Podobny problem miał zresztą sam władca turecki z Tatarami samowolnie łupiącymi z kolei pogranicze Polski. Wyprawy kozackie organizowane były spływem czajkami, poprzez Dniepr i Morze Czarne.
Ostatecznie wprowadzenie na ziemie ruskie wojsk kwarcianych hetmana polnego koronnego Stanisława Koniecpolskiego wzmogło propagandę antykatolicką szerzoną przez kler prawosławny i doprowadziło do wybuchu powstania. Mnisi prawosławni rozpowszechniali pogłoski, że wojska Rzeczypospolitej otrzymały rozkaz wytępienia wszystkich Kozaków, zniszczenia prawosławia i zaprowadzenia siłą w całym państwie religii rzymskokatolickiej. Wstępem miał być zakaz odprawiania nabożeństw prawosławnych. Szerzona przez prawosławny kler propaganda skierowana była do Kozaków i chłopów tzw. czerni.
Ostatecznym sygnałem było pojmanie i skazanie na śmierć hetmana Kozaków rejestrowych Grzegorza Czornyja, który był protegowanym Koniecpolskiego.

## Wybuch i przebieg powstania
W marcu 1630 wyruszyło z Zaporoża około 700 Kozaków wypisanych z rejestru, pod przywództwem Fedorowicza. Po przybyciu do Czerkas podstępem aresztowali „starszego” (dowódcę) prowadzącego propolską politykę hetmana Kozaków rejestrowych Grzegorza Czornyja, który został wkrótce stracony.
Następnie Kozacy rozpoczynając antyfeudalne powstanie zaatakowali Korsuń, atakując po drodze drobne oddziały polskie i paląc dwory. Gdy doszło do oblężenia Korsunia, w mieście znajdowały się zaciężne oddziały polskie (wojska komputowe) oraz oddziały Kozaków rejestrowych. Ci ostatni wkrótce porzucili broniących miasto i przeszli na stronę atakujących. W ciężkiej sytuacji Polacy wycofali się z miasta, uchodząc w stronę Kijowa. Korsuń został zdobyty 4 kwietnia. Do powstania przyłączyła się duża ilość kozactwa z prawego i lewego brzegu Dniepru, a liczebność powstańców osiągnęła 35–40 tysięcy.
Wkrótce nastąpiło połączenie uchodzących Polaków z wojskami strażnika koronnego Samuela Łaszcza, kasztelana Stanisława Potockiego oraz hetmana Stanisława Koniecpolskiego. W maju 1630 roku połączona armia polska przeprawiła się w Kijowie przez Dniepr i zaatakowała Kozaków. W tym czasie główne siły kozackie z Fedorowiczem przeszły w okolice Perejasławia, gdzie stworzyły warowny tabor. 17 maja pod Perejasław dotarły wojska Koniecpolskiego i rozpoczęły trwające 3 tygodnie oblężenie.
W czasie oblężenia Kozacy osiągnęli spore sukcesy. W nocy 1 czerwca miała miejsce tzw. „Noc Tarasa”. Był to nocny wypad Kozaków do obozu polskiego, gdzie udało im się zadać duże i bolesne straty przeciwnikowi. Legenda mówi o ponad 1000 zabitych, w tym bardzo wielu poległych wśród starszyzny wojskowej. Pogromowi miała ulec również tzw. złota rota, straż przyboczna przy namiocie Koniecpolskiego złożona z młodych chłopców, synów szlacheckich. Koniecpolski nie dotarł jeszcze wtedy do obozu. Z kolei 15 czerwca udało się Kozakom zdobyć kilka polskich armat.
Brak dostatecznej ilości artylerii nie pozwolił Koniecpolskiemu na zbombardowanie taboru i rozprawę z Kozakami, a bezpośredni atak mógł skończyć się bardzo źle dla Polaków (Kozacy byli znani z waleczności w warownym taborze). Siły Tarasa Fedorowicza liczyły w sumie 40 000 ludzi. Przeciwko nim Koniecpolski miał 6000 żołnierzy polskich i 2000 Kozaków.
Rozmowy pokojowe rozpoczęto już 8 czerwca, co nie przerwało walk. W drugiej połowie czerwca podpisano porozumienie.

## Postanowienia Ugody
Kozacy zobowiązali się zaprzestać wypraw na ziemie tureckie oraz symbolicznie spalić swoje czajki. Stanisław Koniecpolski naciskał na wydanie przywódcy Tarasa Fedorowicza, w ugodzie jednak odstąpiono od tego, gwarantując mu wolność, lecz odsuwając od dowództwa. Liczbę Kozaków rejestrowych powiększono do 8000. Kozacy zobowiązali się także oddać zdobyte 15 czerwca armaty.
Sama ugoda nie zadowalała żadnej ze stron. Mimo zgody ze strony starszyzny kozackiej na jej podpisanie, sam Fedorowicz był przeciwny jej zapisom (nie uzyskał swoich celów) i wkrótce opuścił Perejasław wraz ze swoimi stronnikami, aby organizować kolejne powstanie przeciwko władzy polskiej (bez większych sukcesów).
Zapisy ugody pozostały martwe i praktycznie nie weszły w życie, doprowadzając tym samym do kolejnych napięć między Rzecząpospolitą a Kozakami i wybuchu kolejnych powstań kozackich.